# Festival de la Cançó d'Eurovisió Júnior 2016
El XIV Festival de la Cançó d'Eurovisió Junior se celebra a La Valletta, Malta, el diumenge 20 de novembre de 2016, després que el representant maltesa Destiny Chukunyere guanyés l'edició de l'any passat amb la cançó Not My Soul. Entre els actes de pas van estar presents Poli Genova de Bulgària), i Jedward d'Irlanda, aquest últim formarà part del jurat d'experts.
El tema d'aquest any és "Embrace", que en català significa "Abraça".
Els països favorits per emportar-se'n l'or aquest any eren Itàlia i Rússia, seguits de Macedònia, Armènia, Polònia i Bulgària. Finalment, i contra tot pronòstic, Geòrgia va guanyar per tercera vegada després d'una clara votació. Es va alçar amb 239 punts amb el nou sistema de votació. El segueixen Armènia amb 232 punts i Itàlia amb 209, segona i tercera posició respectivament.

## Països participants

Països participants
Països que van participar en el passat però no en 2016

Dels 16 països fundadors, en aquesta edició participen sis: Belarús, Xipre, Macedònia, Malta, Països Baixos i Polònia.
Algunes fonts apuntaven que Alemanya i Estònia estaven en negociacions per debutar, però finalment no van debutar en aquesta edició.
Andorra va mostrar interès a participar, però més tard, va confirmar que no participaria en el certamen, a causa per raons econòmiques.
Algunes fonts apuntaven que Bèlgica, Croàcia, Espanya, França i Regne Unit estaven en negociacions per tornar, però finalment no es va materialitzar el seu esperat retorn, quedant un any més apartats del festival júnior.
Lituània i Letònia estaven molt interessats en tornar a la competició. No obstant això, van confirmar que no participarien en el certamen.
Suïssa va mostrar interès en tornar, però va confirmar que no participaria en el certamen, a causa del cost de la participació.
En aquesta edició hi participen Albània, Armènia, Austràlia, Belarús, Bulgària, Geòrgia, Irlanda, Itàlia, Macedònia, Malta, Països Baixos, Rússia, Sèrbia i Ucraïna. Cal destacar que Polònia, un dels 16 països fundadors, torna després d'11 anys d'absència després de participar únicament en les dues primeres edicions del festival júnior. També retorna al festival un altre dels fundadors, Xipre, després del seu parèntesi en l'edició anterior. Israel va ser l'últim país a anunciar el seu retorn i va tancar la llista de participants. Torna després de participar únicament en l'edició del 2012.
Andorra, Àustria, Estònia, Islàndia, República Txeca, Finlàndia, Bòsnia i Hercegovina, Eslovàquia i Hongria van confirmar que no debutarien en aquesta edició, mentre que Suècia, Noruega, Dinamarca, Grècia, Moldàvia, Portugal i Azerbaidjan van anunciar que no tornarien.
Romania, un dels 16 països fundadors i que va participar per última vegada el 2009, no podrà participar-hi a causa de la seva expulsió de la Unió Europea de Radiodifusió, mentre que Bòsnia i Hercegovina no podrà debutar pel cessament temporal d'emissió i programació de la seva televisió publica.

### Cançóns i seleccions
Segons les regles del festival, cada participant en el certamen haurà de cantar en un dels idiomes oficials del país al qual representi i només un màxim del 25% de la cançó podrà ser cantada en un idioma diferent al natiu. Es van confirmar un total de 17 països participants en el certamen.
A més, els participants hauran de tenir edats compreses entre els 9 i els 14 anys, i màxim 6 persones a l'escenari durant la presentació de cada país.
| País y TV                | Títol original de la cançó                                       | Artista               | Procès i data de selecció                                                                           |
| País y TV                | Traducció al català                                              | Idiomes               | Procès i data de selecció                                                                           |
| ------------------------ | ---------------------------------------------------------------- | --------------------- | --------------------------------------------------------------------------------------------------- |
| Albània · RTSH           | "Besoj"                                                          | Klesta Qehaja         | Festivali Mbarëkombëtar i Këngës për Fëmijë 2016, 01-06-2016 (Presentació versió final, 07-11-2016) |
| Albània · RTSH           | Crec                                                             | Albanès i anglès      | Festivali Mbarëkombëtar i Këngës për Fëmijë 2016, 01-06-2016 (Presentació versió final, 07-11-2016) |
| Armènia · AMPTV          | "Tarber"                                                         | Anahit i Mary         | Presentació cançó, 28-10-2016 (cantants escollits internament, 10-08-2016)                          |
| Armènia · AMPTV          | Diferent                                                         | Armeni i anglès       | Presentació cançó, 28-10-2016 (cantants escollits internament, 10-08-2016)                          |
| Austràlia · SBS          | "We Are"                                                         | Alexa Curtis          | Presentació cançó, 06-10-2016 (cantant escollits internament, 28-09-2016)                           |
| Austràlia · SBS          | Som                                                              | Anglès                | Presentació cançó, 06-10-2016 (cantant escollits internament, 28-09-2016)                           |
| Belarús · BTRC           | "Musyka Moih Pobed" (Music is my only way)"                      | Alexander Minyonok    | Final nacional, 26-08-2016 (Presentació versió final, 19-10-2016)                                   |
| Belarús · BTRC           | La música de les meves victories (La música es el meu únic camí) | Rus i anglès          | Final nacional, 26-08-2016 (Presentació versió final, 19-10-2016)                                   |
| Bulgària · BNT           | "Magical Day (Valsheben den)"                                    | Lidia Ganeva          | Presentació cançó, 02-10-2016 (cantant escollit en Final nacional, 11-06-2016)                      |
| Bulgària · BNT           | Dia mágic                                                        | Búlgar i anglès       | Presentació cançó, 02-10-2016 (cantant escollit en Final nacional, 11-06-2016)                      |
| Geòrgia · GPB            | "Mzeo"                                                           | Mariam Mamadashvili   | Presentació cançó, 24-10-2016 (cantant escollit en Final nacional, 30-09-2016)                      |
| Geòrgia · GPB            | Sol                                                              | Georgià               | Presentació cançó, 24-10-2016 (cantant escollit en Final nacional, 30-09-2016)                      |
| Irlanda · TG4            | "Bríce Ar Bhríce"                                                | Zena Donnelly         | Junior Eurovision Éire 2016, 06-11-2016                                                             |
| Irlanda · TG4            | Mahò a Mahò                                                      | Gaélic i anglès       | Junior Eurovision Éire 2016, 06-11-2016                                                             |
| Israel · IBA             | "Follow My Heart"                                                | Shir i Tim            | Presentació cançó, 08-11-2016 (cantants i cançó escollits internament, 26-10-2016)                  |
| Israel · IBA             | Segueixo el meu cor                                              | Hebreu i anglès       | Presentació cançó, 08-11-2016 (cantants i cançó escollits internament, 26-10-2016)                  |
| Itàlia · Rai             | "Cara Mamma" ("Dear Mom")                                        | Fiamma Boccia         | Elecció interna, 11-10-2016                                                                         |
| Itàlia · Rai             | Estimada mamà                                                    | Italià i anglès       | Elecció interna, 11-10-2016                                                                         |
| A.R.I. de Macedònia MRT  | "Love Will Lead Our Way (Ljubovta ne vodi)"                      | Martija Stanojković   | Presentació cançó, 10-10-2016 (cantant escollida internament, 24-07-2016)                           |
| A.R.I. de Macedònia MRT  | L'amor guiarà el nostre camí                                     | Macedònic i anglès    | Presentació cançó, 10-10-2016 (cantant escollida internament, 24-07-2016)                           |
| Malta · PBS              | "Parachute"                                                      | Christina Magrin      | Presentació cançó, 27-10-2016 (cantant escollida en Final nacional, 16-07-2016)                     |
| Malta · PBS              | Paracaigudes                                                     | Anglès                | Presentació cançó, 27-10-2016 (cantant escollida en Final nacional, 16-07-2016)                     |
| Països Baixos · AVROTROS | "Kisses and Dancin"                                              | Kisses                | Junior Songfestival 2016, 27-05-2016 (Presentació cançó, 25-09-2016)                                |
| Països Baixos · AVROTROS | Petons i balls                                                   | Neerlandès i anglès   | Junior Songfestival 2016, 27-05-2016 (Presentació cançó, 25-09-2016)                                |
| Polònia · TVP            | "Nie Zapomnij"                                                   | Olivia Wieczorek      | Krajowe Eliminacje, 15-10-2016                                                                      |
| Polònia · TVP            | No oblidis                                                       | Polonès i anglès      | Krajowe Eliminacje, 15-10-2016                                                                      |
| Rússia · RTR             | "Water Of Life"                                                  | Water of Life Project | Final nacional, 16-08-2016 (Presentació versió final, 06-10-2016)                                   |
| Rússia · RTR             | Aigua de la vida                                                 | Rus i anglès          | Final nacional, 16-08-2016 (Presentació versió final, 06-10-2016)                                   |
| Sèrbia · RTS             | "U la la la"                                                     | Dunja Jeličić         | Elecció interna, 06-10-2016                                                                         |
| Sèrbia · RTS             | U la la la                                                       | Serbi                 | Elecció interna, 06-10-2016                                                                         |
| Ucraïna · NTU            | "Planet Craves For Love"                                         | Sofia Rol             | Final nacional, 10-09-2016 (Presentació versió final, 07-10-2016)                                   |
| Ucraïna · NTU            | El planeta anhela amor                                           | Ucraïnès i anglès     | Final nacional, 10-09-2016 (Presentació versió final, 07-10-2016)                                   |
| Xipre · CyBC             | "Dance Floor"                                                    | George Michaelides    | Presentació cançó, 03-10-2016 (cantant escollit internament, 17-09-2016)                            |
| Xipre · CyBC             | Pista de ball                                                    | Grec i anglès         | Presentació cançó, 03-10-2016 (cantant escollit internament, 17-09-2016)                            |

### Països Retirats
- Eslovènia: Tot i que va tenir un bon resultat en 2015 i tot i manifestar el seu interès per continuar participant, va confirmar la seva retirada a causa del canvi produït en el sistema de votació del festival.
- Montenegro Decideix retirar-a causa dels problemes econòmics que travessa la cadena.
- San Marino: Estava interessat a seguir participant, l'emissora nacional SMRTV havia declarat que si participen en el concurs, li demanaria un cantant estranger. No obstant això, va confirmar la seva retirada a causa dels problemes financers.

## Festival

### Ordre d'actuació
| N° | País          | Artista(es)           | Cançó                                        | Lloc | Punts |
| -- | ------------- | --------------------- | -------------------------------------------- | ---- | ----- |
| 01 | Irlanda       | Zena Donnelly         | "Bríce Ar Bhríce"                            | 10   | 122   |
| 02 | Armènia       | Anahit y Mary         | "Tarber"                                     | 2    | 232   |
| 03 | Albània       | Klesta Qehaja         | "Besoj"                                      | 13   | 38    |
| 04 | Russia        | Water of Life Project | "Water Of Life"                              | 4    | 202   |
| 05 | Malta         | Christina Magrin      | "Parachute"                                  | 6    | 191   |
| 06 | Bulgària      | Lidia Ganeva          | "Valsheben Den"                              | 9    | 161   |
| 07 | Macedònia     | Martina Stanojkovic   | "Love Will Lead Our Way"                     | 12   | 41    |
| 08 | Polònia       | Olivia Wieczorek      | "Nie Zapomnij"                               | 11   | 60    |
| 09 | Belarús       | Alexander Minyonok    | "Musyka Moih Pobed" ("Music is my only way") | 7    | 177   |
| 10 | Ucraïna       | Sofia Rol             | "Planet Craves For Love"                     | 14   | 30    |
| 11 | Itàlia        | Fiamma Boccia         | "Cara Mamma" ("Dear Mom")                    | 3    | 209   |
| 12 | Sèrbia        | Dunja Jeličić         | "U la la la"                                 | 17   | 14    |
| 13 | Israel        | Shir y Tim            | "Follow My Heart"                            | 15   | 27    |
| 14 | Austràlia     | Alexa Curtis          | "We Are"                                     | 5    | 202   |
| 15 | Països Baixos | Kisses                | "Kisses and Dancin"                          | 8    | 174   |
| 16 | Xipre         | George Michaelides    | "Dance Floor"                                | 16   | 27    |
| 17 | Geòrgia       | Mariam Mamadashvili   | "Mzeo"                                       | 1    | 239   |

### Taula de puntuacions
| PARTICIPANTS       | Votantes | Votantes | Votantes | Votantes | Votantes | Votantes | Votantes | Votantes | Votantes | Votantes | Votantes | Votantes | Votantes | Votantes | Votantes | Votantes | Votantes | Votantes | Votantes | Votantes | Votantes | Votantes | Votantes | Votantes | Votantes |
| PARTICIPANTS       | Total    |          |          |          |          |          |          |          |          |          |          |          |          |          |          |          |          |          |          |          |          |          |          |          |          |
| Irlanda            | 56       |          |          | 1        | 1        | 12       | 3        |          |          |          | 10       | 12       | 6        |          | 8        |          | 3        |          |          |          |          |          |          |          |          |
| Armènia            | 99       | 4        |          |          | 7        | 10       | 8        | 10       |          | 10       | 2        |          | 12       | 10       | 4        | 7        | 7        | 8        |          |          |          |          |          |          |          |
| Albània            | 23       |          |          |          | 2        | 4        |          |          |          | 2        |          | 5        | 7        |          | 1        |          | 2        |          |          |          |          |          |          |          |          |
| Rússia             | 68       | 7        | 6        | 4        |          |          | 1        | 8        | 7        | 7        | 4        | 2        | 5        | 5        | 2        | 3        | 4        | 3        |          |          |          |          |          |          |          |
| Malta              | 80       | 1        | 4        | 7        | 3        |          | 5        | 6        | 1        | 8        | 5        | 10       |          | 1        | 12       |          | 10       | 7        |          |          |          |          |          |          |          |
| Bulgària           | 78       | 3        | 8        | 6        |          | 6        |          | 7        | 12       | 5        | 3        | 7        | 1        |          | 7        | 6        | 1        | 6        |          |          |          |          |          |          |          |
| Macedònia del Nord | 17       |          |          | 2        |          | 2        |          |          |          |          |          | 1        | 3        | 2        | 5        | 2        |          |          |          |          |          |          |          |          |          |
| Polònia            | 21       |          | 2        |          | 4        | 1        |          | 2        |          | 1        |          | 6        |          | 4        |          |          |          | 1        |          |          |          |          |          |          |          |
| Belarús            | 92       | 8        | 7        |          | 12       | 5        | 10       | 3        | 5        |          |          |          |          | 12       | 10       | 10       | 8        | 2        |          |          |          |          |          |          |          |
| Ucraïna            | 18       |          | 3        |          |          |          | 2        |          | 4        |          |          |          |          | 3        |          | 1        |          | 5        |          |          |          |          |          |          |          |
| Itàlia             | 84       | 10       | 1        | 8        | 5        |          | 6        | 12       | 6        | 4        | 6        |          | 2        | 7        |          | 8        | 5        | 4        |          |          |          |          |          |          |          |
| Sèrbia             | 5        |          |          |          |          |          |          | 5        |          |          |          |          |          |          |          |          |          |          |          |          |          |          |          |          |          |
| Israel             | 6        |          |          | 3        |          |          |          |          | 2        |          | 1        |          |          |          |          |          |          |          |          |          |          |          |          |          |          |
| Austràlia          | 86       | 5        | 5        | 10       | 6        | 8        | 4        | 1        | 10       | 6        | 7        | 8        |          |          |          | 4        |          | 12       |          |          |          |          |          |          |          |
| Països Baixos      | 94       | 6        | 10       | 5        | 8        | 7        | 7        | 4        | 3        | 3        | 8        | 4        | 4        | 6        | 3        |          | 6        | 10       |          |          |          |          |          |          |          |
| Xipre              | 15       | 2        |          |          |          |          |          |          |          |          |          |          | 8        |          |          | 5        |          |          |          |          |          |          |          |          |          |
| Geòrgia            | 144      | 12       | 12       | 12       | 10       | 3        | 12       |          | 8        | 12       | 12       | 3        | 10       | 8        | 6        | 12       | 12       |          |          |          |          |          |          |          |          |

### Màximes puntuacions
| N° | A         | De                                                                          |
| -- | --------- | --------------------------------------------------------------------------- |
| 8  | Geòrgia   | Irlanda, Armènia, Albània, Bulgària, Belarús, Ucraïna, Països Baixos, Xipre |
| 2  | Belarús   | Russia, Israel                                                              |
| 2  | Irlanda   | Malta, Itàlia                                                               |
| 1  | Itàlia    | ARI Macedònia                                                               |
| 1  | Bulgària  | Polònia                                                                     |
| 1  | Armènia   | Sèrbia                                                                      |
| 1  | Malta     | Austràlia                                                                   |
| 1  | Austràlia | Geòrgia                                                                     |

### Desplegament de votacions
Una de les novetats que es s'han incorporat a partir d'aquesta edició del Festival d'Eurovisió Junior ha sigut l'eliminació de televot, substituint-lo per un jurat de professionals de cada país participant, més un jurat compost per nens amb edats similars a les dels participants.
La votació total del jurat inclou les votacions del jurat professional de cada país participant i la votació del panell d'experts, compost pel mànager musical d'Universal Music, Mads Grimstad; el productor musical i cap de producció del Melodifestivalen, Christer Björkman i el duo irlandès Jedward, els que van representar a Irlanda al 2011 i 2012, ocupant el 8 ° lloc en el 2011, amb un total de 119 punts i, el 2012, van ocupar el 19è lloc en la gran final, amb 46 punts. Cada un d'ells va escollir els seus 10 cançons favorites, donant les puntuacions de 1-8, 10 i 12 punts a les seves favorites.

## Controvèrsies

### Problemes amb l'autor
- Les actuacions de Macedònia y Sèrbia estaràn obligades a tallar o censurar.

### Les ballarines de Christina Magrin
- En principi Christina Magrin, anava a comptar amb ballarines en la seva actuació tal com es pot visualitzar als assaijos, però la televisió de Malta va decidir sense avís prèvi, tenint molta polèmica i controvèrsia en els mitjans i les famílies de les ballarines, treure la coreografia de l'escena.